# Das fromme Taubenpärchen

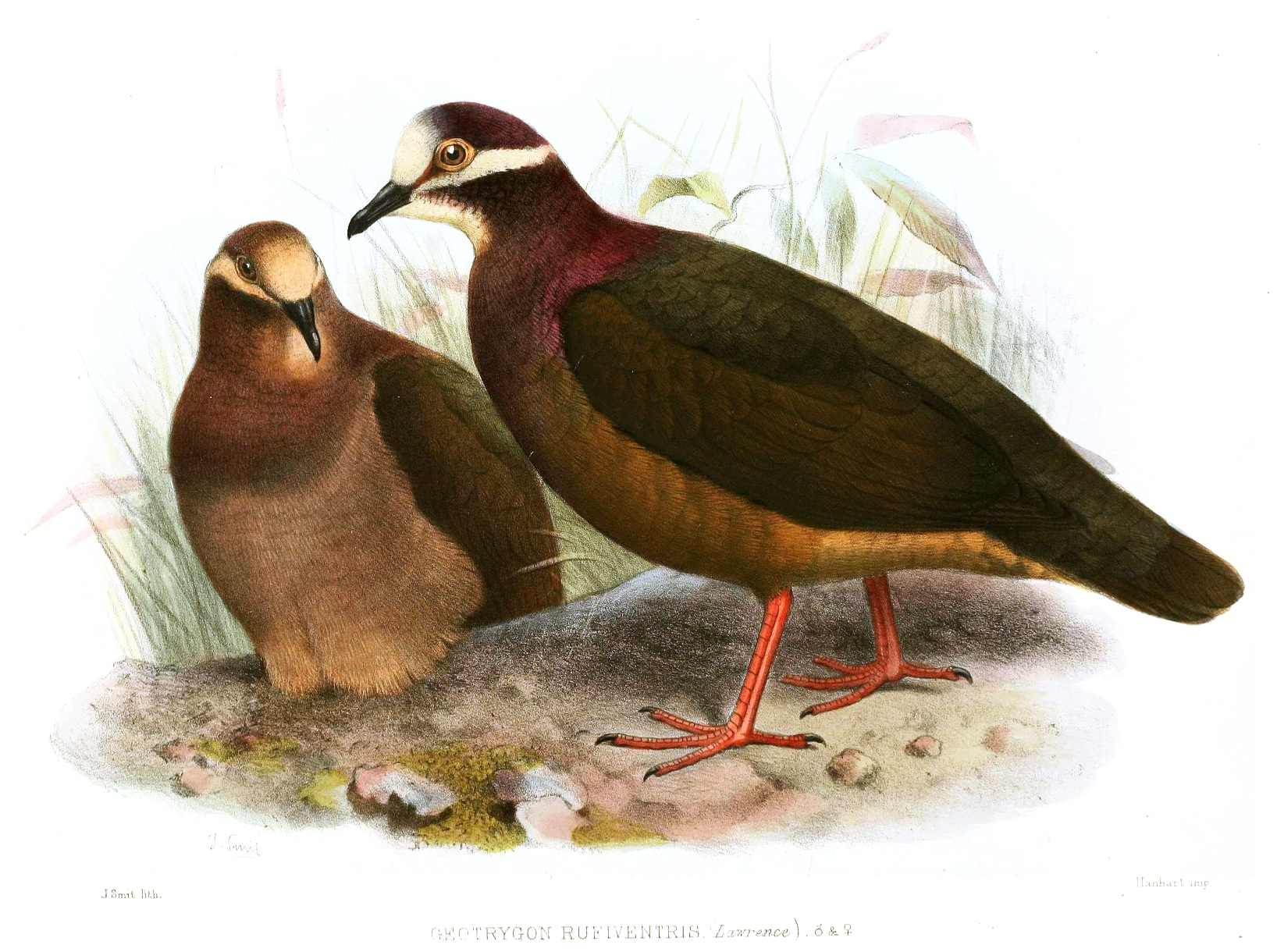
Taubenpaar.

Das fromme Taubenpärchen oder Die Geschichte vom Einsiedler und den Tauben ist eine Erzählung aus den Geschichten aus Tausendundeiner Nacht. Sie wird in der Arabian Nights Encyclopedia als ANE 45 gelistet.
Die Kurzgeschichte erzählt von einem gottesfürchtigen Einsiedler, der im Einklang mit einem Taubenpaar lebt.

## Handlung
Einst lebte ein frommer Einsiedler auf einem Berg, wo Tauben ein Nest gebaut hatten. Jeden Tag brach der gottesfürchtige Mann sein täglich Brot in zwei Teile und gab den einen Teil dem Taubenpaar. Auch betete er für die beiden um zahlreiche Nachkommenschaft und die Tauben mehrten sich und nisteten immer bei dem Berg, wo der Einsiedler lebte; vor allem aber weil sie selbst sich seiner Gottesfurcht anschlossen und Gott lobpriesen. Das Taubenpaar führte mit seinen Nachkommen ein sorgloses Leben, bis der Einsiedler starb. Das traute Beisammensein der Tauben war gestört und sie zerstreuten sich in die Berge, Städte und Dörfer.

## Hintergrund
Die Geschichte findet sich in Kayseri-Handschrift aus dem 15.–16. Jahrhundert, sowie der Bulaq-Handschrift und der Kalkutta-II-Edition. Auf diese griffen Richard Francis Burton und Enno Littmann zurück.

## Ausgaben
- Richard Francis Burton: Arabian Nights, Burton Club, 1900 (Erstausgabe 1885–1888), Band 3, S. 125–129.
- Enno Littmann: Die Erzählungen aus den tausendundein Nächten, Insel Verlag, Frankfurt 1968, Band 2, S. 239f.